# Чапыгин, Алексей Павлович
Алексе́й Па́влович Чапы́гин (5 (17) октября 1870, д. Закумихинская — 21 октября 1937, Ленинград) — русский советский прозаик, драматург и сценарист, автор исторических романов «Разин Степан» (1924—1927), «Гулящие люди» (1930—1937); «Россия второй половины XVII века», рассказов, повестей и пьес.

## Биография
Родился 5 (17) октября 1870 года в крестьянской семье в деревне Закумихинская (по местному — Большой Угол) (ныне Плесецкий район, Архангельская область). Здесь, в прионежской лесной глуши, в бедной крестьянской семье прошло детство писателя. Девятилетним он был принят во второй класс начального Федовского земского училища, но учился всего два года, умерла мать, не стало деда.
В 1883 году Алексей услышал, что в деревне Семеновой крестьяне-охотники налаживают обоз с рябчиками в Петербург, и упросил отца отпустить его в столицу с обозом. Обоз двигался до Питера девятнадцать суток. Так 13-летним подростком он оказался в столице, где работал учеником столяра, затем маляром. Об этом периоде Чапыгин вспоминал:

Любил читать книги — хозяева их рвали, любил рисовать — били за рисунки, говорили: «Ты дурак! Из тебя ничего не выйдет!» Я хотел быть лучше их и стал лучше, их ругань помогла: пробудила моё самолюбие…

В 1888 году получил диплом подмастерья живописно-малярного ремесла.
В столице Алексей Павлович активно посещает собрания символистов. 
После революции сотрудничал с А. В. Луначарским, М. Горьким, писал в ряд пролеткультовских изданий.
Первые рассказы, посвящённые рабочему быту, опубликованы в 1903 году (очерк «Зрячие»). Другая тема рассказов Чапыгина — таёжная природа Поонежья (повести «Белый скит» (1912), «На Лебяжьих озёрах» (1918), «Жизнь моя» (1929), рассказы «Лободыры» (1923), «Белая равнина» (1924), «Перед снегом» (1925)). Последние произведения посвящены теме освободительного движения — исторический роман «Разин Степан» (1924–1927), в котором писатель освещает крестьянскую войну под предводительством С. Т. Разина, и авантюрный роман «Гулящие люди».
Написал несколько пьес, работал в кино — является автором текста первого отечественного звукового фильма (1931) «Златые горы» («Счастливая улица»).
Во многих своих произведениях как изобразительное средство широко использовал поморский говор.
Алексей Чапыгин владел изысканным и самобытным литературным стилем:

Летит чайка — белый воздушный парус; за чайкой по откосу мотается её тень и тоже летит, чуть-чуть отставая от поздней одинокой чайки.
— «Лободыры»

В 1934 году принят в СП СССР.
Высокую оценку его творчеству дал Николай Тихонов:

Из глухих, тёмных северных лесов пришёл крестьянин Алексей Чапыгин и принёс с собой правду о русском народе и веру в него.

Максим Горький в 1935 году писал Чапыгину:

Мне так хочется сказать, что очень люблю и высоко ценю Вас, мастера литературы, для которого искусство всегда было выше всяких выгод и удобств, люблю за Вашу любовь к литературе, за северное сияние Вашего таланта.

Скончался 21 октября 1937 года. Похоронен в Ленинграде на Никольском кладбище; в 1956 году прах перенесён на Литераторские мостки.

## Память
Алексея Чапыгина упоминает Сергей Есенин в стихотворении «О Русь, взмахни крылами…» (1917): «И сродник наш, Чапыгин, Певуч, как снег и дол».
В честь писателя названа улица в Санкт-Петербурге (59°58′24″ с. ш. 30°18′32″ в. д.).
Также в честь Алексея Чапыгина названы улица в посёлке Плесецк и на родине писателя, в селе Федово.

## Сочинения
- Собрание сочинений в 3-х томах. - М., Терра, 1996
- Избранные произведения. — Л., 1935.
- Собрание сочинений в 5-ти томах. — Л., Художественная литература, 1967—1969.
- Собрание сочинений тт. 1-7. М.-Л., ГИЗ, 1928.
- Рассказы и повести. — М., 1983.
- Белый скит. — М., 1986.
- Собрание сочинений в пяти томах. - М., Книжный Клуб Книговек, 2011